# ليبرال إنترناشيونال
منظمة «الليبرالية الدولية» هي اتحاد دولي للأحزاب السياسية الليبرالية، يقع مقرها الرئيسي في لندن، تأسست الليبرالية الدولية سنة 1947 في أكسفورد وأصبحت الشبكة الجامعة للأحزاب الليبرالية وتعزيز المبادئ الليبرالية في جميع أنحاء العالم. ويصف بيان أكسفورد المبادئ السياسية الأساسية لليبرالية الدولية.

## البيانات التأسيسة
1. بيان أكسفورد 1947.
2. الإعلان الليبرالي في أكسفورد 1967.
3. النداء الليبرالي في روما 1981.
4. إعلان أكسفورد 1997.
5. دستور الليبرالية الدولية.

## الأهداف
الدستور الليبرالي الدولي (2005) يحدد أهدافها كالتالي:
- لكسب القبول العام لمبادئ الليبرالية التي هي في طبيعتها الدولية في جميع أنحاء العالم.
- تعزيز نمو مجتمع حر يقوم على الحرية الشخصية والمسؤولية الشخصية والعدالة الاجتماعية.
- توفير وسائل التعاون وتبادل المعلومات بين المنظمات الأعضاء، وبين الرجال والنساء من جميع الدول التي تقبل هذه المبادئ.
- المبادئ التي توحد الأحزاب الأعضاء من أفريقيا والأمريكتين وأسيا وأوروبا هي:

1. احترام حقوق الإنسان.
2. انتخابات حرة ونزيهة وديمقراطية متعددة الأحزاب.
3. العدالة الاجتماعية والتسامح واقتصاد السوق الحر والتجارة الحرة.
4. الاستدامة البيئية.
5. شعور قوي بأهمية التضامن الدولي.

- تتضمن أهداف الليبرالية الدولية أيضاً ما تم الاتفاق عليه في سبع بيانات رسمية كتبت ما بين 1946 و 1997، وعززت من قبل مجموعة من الهيئات بما في ذلك عقد مؤتمر سنوي قريب للأحزاب الليبرالية والأفراد من جميع أنحاء العالم.

## القيادة
1. رئيس المنظمة: «هانز فان بالين» رئيس الكتلة البرلمانية المتحدث باسم الشؤون الخارجية والدفاع لحزب الشعب الهولندي من أجل الحرية والديمقراطية في البرلمان الأوروبي.
2. نائب الرئيس: جولي مينوفيس تركيل.
3. نائب الرئيس: عبير السهلاني
4. أمناء الصندوق: سيدي توري، روبيرت وودثورب.

الأمين العام: إميل كرياس
1. أعضاء: دزهفديت شاكاروف، ارت إيجلتون، تيم هاريس، ماركس لونينج.
2. الرئيس السابق لليبرالية الدولية: «فريتس بولكشتاين» السياسي الهولندي والمفوض الأوروبي السابق، «أوتوجراف لامبسيورف» السياسي الألماني.

## وصلات خارجية
- العالمية الليبرالية